# Nabis
Nabis (tiếng Hy Lạp: Νάβις) là vua của Sparta từ năm 207 TCN đến năm 192 TCN, trong những năm của cuộc chiến tranh Macedonia lần thứ nhất và thứ hai và cuối cùng là Chiến tranh chống lại Nabis. Sau khi lên ngôi bằng cách hành quyết hai người kế vị, ông bắt đầu xây dựng lại sức mạnh của Sparta. Trong chiến tranh Macedonia lần thứ hai, ông đứng về phía vua Philippos V của Macedonia và nhờ đó ông đã nhận được thành phố Argos. Tuy nhiên, khi cuộc chiến bắt đầu trở nên bất lợi cho Macedonia, ông đã bỏ sang phe Rome. Sau chiến tranh, người La Mã được sự kêu gọi của Liên minh Achaea đã tấn công Nabis và đánh bại ông trong cuộc chiến tranh chống lại Nabis. Ông bị ám sát năm 192 trước Công nguyên bởi liên minh Aetolia và vị vua tự chủ cuối cùng cai trị Sparta. Ông đại diện cho giai đoạn cuối của thời kỳ cải cách ở Sparta.

## Vua của Sparta
Trong những năm sau thất bại của vị vua  cải cách Cleomenes III của Sparta trong trận Sellasia (năm 222 TCN), Sparta rơi vào tình trạng không có vua mà cuối cùng dẫn đến việc ngai vàng Sparta được ban cho một đứa trẻ, Pelops, mà đầu tiên Machanidas (mất 207 TCN.) và sau đó Nabis cai trị như là nhiếp chính. Nabis, tuy nhiên, ngay sau khi lật đổ Pelops, tự xưng là hậu duệ của vua Demaratos nhà Eurypontiad. Mặc dù Nabis tự gọi mình là vua và được gọi là basileus  trên tiền xu của mình,Livy và Polybius gọi ông ta là một bạo chúa.
Nabis đã cam kết tiếp tục chương trình cải cách của Cleomenes III và kéo dài nó lâu thêm nữa, trục xuất những người giàu có và phân chia ruộng đất[4] Ông đã giải phóng nhiều nô lệ và ban quyền công dân cho họ.  Số lượng công dân tăng lên, tuy nhiên, có nghĩa là Nabis có nhiều người dân hơn cho quân đội của mình, mà cũng bao gồm nhiều lính đánh thuê. Polybius, người đã thù địch sâu sắc với chương trình cải cách của Nabis, mô tả những người ủng hộ ông là "một đám đông của những kẻ giết người, kẻ trộm, kẻ móc túi và những tên cướp đường".
Nabis đã hành quyết những hậu duệ cuối cùng của hai triều đại hoàng gia Sparta, và các nguồn cổ đại, đặc biệt là Polybius và Livy, miêu tả ông như một nhà lãnh đạo khát máu, người giữ quyền lực bằng lực lượng vũ trang và sự tàn bạo gây sốc. Polybius (13,6-7) tuyên bố rằng ông thường xuyên lưu đày những người lãnh đạo của những cộng đồng dân cư bị chinh phục và ban những người vợ của họ cho những kẻ cướp và nô lệ được giải phóng dưới quyền của ông.

## Chính sách đối ngoại
Trong chính sách đối ngoại, Nabis theo đuổi nhiều chính sách giống như những người tiền nhiệm của mình: chống lại Liên minh Achaea và Macedonia và liên minh mình với người Aetolian, Elis, và Messene  Điều này đã dẫn ông ta vào một liên minh với La Mã trong chiến tranh Macedonia lần thứ nhất, ký kết một hiệp ước hòa bình cùng với La Mã trong năm 205 TCN tại Hiệp ước Phoenice .
Trong những năm sau, Nabis mở rộng quyền lực Sparta, tái chinh phục nhiều vùng của Laconia và Messene. Năm 204 trước Công nguyên, ông không thành công khi tấn công Megalopolis . Ông cũng tái lập một hạm đội (rõ ràng là với sự giúp đỡ của những đồng minh người Crete, những người mà Polybius mô tả là "cướp biển",  và sử dụng nó để thiết lập lại kiểm soát vùng bờ biển Laconia. Ông cũng củng cố thành phố Sparta lần đầu tiên. (Trước đây, người Sparta đã coi việc bảo vệ thành phố tùy thuộc vào sự dũng cảm của lực lượng hoplites của họ.)
Năm 201 TCN ông xâm chiếm vùng đất Messene, vốn là một đồng minh của Sparta trong những thập kỷ trước, Messene rơi vào tay Nabis, nhưng quân Sparta đã buộc phải rút lui khi quân đội của Philopoemen can thiệp. Quân của Nabis đã bị đánh bại tại Tegea và ông đã buộc phải giới hạn những tham vọng bành trướng của mình một thời gian.
Tham vọng lãnh thổ của Nabis đã đưa ông vào cuộc xung đột với liên minh Achaea, trong đó kiểm soát nửa phía bắc của bán đảo Peloponnese. Mặc dù liên tục bị đánh bại bởi thượng đẳng tướng quân tài năng của người Achaea Philopoemen, ông vẫn tiếp tục là một mối đe dọa nghiêm trọng cho người Achaea, họ đã không có được thành công đáng kể chống lại ông khi dẫn dắt bởi những vị tướng kém cỏi. Năm 200 TCN, Bị báo động vì ông đã tàn phá lãnh thổ của họ một cách thoải mái, người Achaea cầu xin vua Macedonia Philippos V để được giúp đỡ, nhưng mà ông ta đã không ủng hộ họ. Trong những năm sau, Nabis đã có thể khai thác khéo léo cuộc xung đột giữa Philippos và La Mã, giành quyền kiểm soát của các thành phố quan trọng của Argos là cái giá cho liên minh của ông với người Macedonia, và sau đó ông sớm đào ngũ về phe những người La mã chiến thắng để ông có thể giữ lại những vùng mà ông chinh phục.

## Chiến tranh với Rome
Tuy nhiên,Năm 195 trước Công nguyên, tổng đốc La mã Titus Quinctius Flamininus bị thuyết phục bởi người Achaea rằng quyền lực của Nabis trên bán đảo Peloponnese cần thiết phải bị kiểm soát.  Flamininus ra lệnh cho Nabis trao trả lại Argos cho người Achaea, hoặc đối mặt với cuộc chiến tranh với Rome. Khi Nabis từ chối, với lý do việc người La Mã chấp nhận tình bạn của ông tại một thời điểm khi ông đã sở hữu thành phố là sự biện hộ, Flamininus xâm lược Laconia . Sau khi một chiến dịch bất phân thắng bại, người Sparta bị đánh bại, và Nabis buộc phải giao nộp cả Argos và cảng Gytheum, mà đã cho ông tiếp cận với biển.

## Qua đời
Mặc dù lãnh thổ dưới sự kiểm soát của ông bây giờ chỉ gồm thành phố Sparta và khu vực xung quanh của nó, Nabis vẫn hy vọng sẽ giành lại quyền lực cũ của mình. Năm 192 trước Công nguyên, thấy rằng những người La Mã và các đồng minh của họ là người Achaea bị phân tâm bởi cuộc chiến tranh sắp xảy ra với vua Antiochos III của Syria và liên minh Aetolia, Nabis cố gắng chiếm lại Gytheum và bờ biển Laconia  Ban đầu,. Ông đã thành công, chiếm được hải cảng và đánh bại liên minh Achaea trong một trận hải chiến nhỏ.
Tuy nhiên, ngay sau đó, quân đội của ông đã bị đánh tan bởi Philopoemen và vây chặt họ trong các bức tường của Sparta. Sau khi tàn phá các vùng nông thôn xung quanh, Philopoemen trở về quê nhà   Trong vòng một vài tháng, Nabis kêu gọi liên minh Aetolia gửi quân đội để ông có thể bảo vệ lãnh thổ của mình chống lại người La Mã và Liên minh Achaea.
Người Aetolia trả lời bằng cách gửi một đội quân gồm 1.000 bộ binh và 300 kỵ binh đến Sparta   tuy nhiên, người Aetolia phản bội lại bạo chúa, ám sát ông trong khi ông đang huấn luyện quân đội của mình bên ngoài thành phố.  Người Aetolia sau đó cố gắng kiểm soát của thành phố, nhưng đã bị ngăn cản bởi một cuộc nổi dậy của công dân.
Người Achaea, đã tận dụng lợi thế của sự hỗn loạn đó, phái Philopoemen tới Sparta với một đội quân lớn. Khi đó, ông buộc người Sparta tham gia vào Liên minh Achaea.